# Transport for London
Transport for London (сокращённо TfL) — статутная корпорация, являющаяся функциональным подразделением администрации Большого Лондона.
Создана в 2000 году (на основании закона об администрации Большого Лондона 1999 года) для управления транспортной системой Лондона, включая координацию работы общественного транспорта, содержание главных дорог и светофоров. Предшественник — муниципальная служба London Regional Transport. Отдельные виды деятельности осуществляют дочерние компании, входящие в холдинг Transport Trading Limited.

## Функции

### Транспортные услуги
- Метрополитен
- Лёгкое метро
- Городская электричка London Overground
- Автобус
- Трамвайная система Tramlink
- Elizabeth Line
- Водные маршруты London River Services
- Международное и междугородное сообщения автовокзала «Виктория»

### Прочие функции
- Содержание главных дорог общей протяжённостью 580 километров
- Содержание светофоров и дорожных знаков
- Управление платой за въезд в центр Лондона
- Лицензирование такси
- Организация перевозок инвалидов микроавтобусами Dial-a-Ride